# Nazionale maschile di rugby a 15 di Panama
La nazionale di rugby XV di Panama (Selección de Rugby de Panamá) rappresenta Panama nel rugby a 15 in ambito internazionale, dove è inclusa fra le formazioni di terzo livello.